# Demonax vilis
Demonax vilis är en skalbaggsart som beskrevs av Holzschuh 1991. Demonax vilis ingår i släktet Demonax och familjen långhorningar. Inga underarter finns listade i Catalogue of Life.